# Ilwad Elman
Ilwad Elman, o Ilwaad Elman (Mogadiscio, 1989/1990), è un'attivista somala naturalizzata canadese che lavora al Elman Peace and Human Rights Center di Mogadiscio insieme alla madre Fartuun Adan, fondatrice della ONG. È stata eletta African Young Personality of the Year durante l'Africa Youth Awards 2016.

## Vita privata
Ilwad è nata tra il 1989 e il 1990 a Mogadiscio, in Somalia. Una delle quattro figlie del defunto imprenditore e attivista Elman Ali Ahmed e dell'attivista sociale Fartuun Adan.
Suo padre era un fervente attivista per la pace negli anni '90, coniando il famoso detto in Somalia Drop the Gun, Pick up the Pen; è stato assassinato nel 1996 ed è noto fino ad oggi come il Padre Somalo della Pace.
Trasferitasi nel Canada con la famiglia, Ilwad è tornata in Somalia nel 2010 mentre il conflitto imperversava ancora pesantemente e la maggior parte di Mogadiscio e delle Regioni centro-meridionali della Somalia sono andate sotto il controllo del gruppo terroristico Al-Shabaab, collegato ad Al-Qaeda. Da allora è rimasta in Somalia, insieme alla madre Fartuun Adan, co-fondatrice del primo centro per sopravvissute alla violenza sessuale e di genere, progettando interventi mirati alla riforma del settore della sicurezza, per creare uno spazio inclusivo per le donne, nella costruzione della pace e il sviluppo di programmi per il disarmo e la riabilitazione di bambini soldato e adulti che disertano da gruppi armati, per il loro potenziamento socio-economico, riabilitazione e reintegrazione.
Il 20 novembre 2019, le autorità locali hanno confermato che sua sorella Almaas Elman, anch'essa tornata in Somalia come soccorritrice, era stata colpita e uccisa in un'auto vicino all'aeroporto di Mogadiscio.

## Carriera
In onore di Ahmed, sua moglie Fartuun Adan e le loro figlie hanno istituito il Centro di pace Elman a Mogadiscio. Adan è la direttrice esecutiva della ONG, mentre la figlia Ilwad lavora al suo fianco in qualità di direttrice dei programmi e dello sviluppo. È responsabile della progettazione e della supervisione dei programmi del Centro per la pace e i diritti umani di Elman con un ampio focus su:
- Diritti umani
- Giustizia di genere
- Protezione dei civili
- Pace e sicurezza
- Imprenditoria sociale

Ilwad aiuta inoltre a gestire Sorella Somalia, una filiale dell'Elman Peace and Human Rights Center, il primo programma del paese per l'assistenza alle vittime della violenza di genere che fornisce consulenza, assistenza sanitaria e alloggio alle donne bisognose. Il lavoro di Elman ha contribuito a sensibilizzare a livello locale sulla questione e ha incoraggiato i cambiamenti nella politica del governo. Ilwad Elman ha inoltre organizzato seminari educativi per i membri vulnerabili della società e progettato e realizzato progetti che promuovono opportunità di sostentamento alternative per grandi e piccoli
A metà del 2012, Mogadiscio ha organizzato la sua prima conferenza sulla [[TED (conferenza)|tecnologia, l'intrattenimento, il design]] (TEDx). L'evento è stato organizzato dalla First Somali Bank per mostrare miglioramenti negli affari, nello sviluppo e nella sicurezza ai potenziali investitori somali e internazionali e Ilwad ha presentato il ruolo di Sorella Somalia nel processo di ricostruzione postbellica del Paese.
Di fronte a 76 altri attivisti provenienti da 36 diverse nazioni in Africa, nel 2011 Elman ha rappresentato la Somalia durante la campagna Climb Up, Speak OUT sul Monte Kilimanjaro. L'evento è stato organizzato da UNite Africa sotto l'egida di UN Women e si è concluso con i partecipanti impegnati a porre fine alla violenza contro donne e ragazze.
Nel 2013, Elman è apparsa nel documentario Through the Fire, insieme a Hawa Abdi e Edna Adan Ismail e nel 2014 nel film Live From Mogadishu, incentrato sul Mogadishu Music / Peace Festival di marzo 2013. Organizzato dall'Ensemble Waayaha Cusub e dal filantropo Bill Brookman, è stato il primo festival musicale internazionale che si è tenuto nella capitale della Somalia negli anni.
Oltre i suoi doveri all'interno dell'Elman Peace Center, Ilwad è una sostenitrice dell'ultima iniziativa della Fondazione Kofi Annan chiamata Extremely Together, in cui lei e altri 9 giovani leader sotto la guida di Kofi Annan stanno prevenendo l'estremismo violento ispirando, coinvolgendo e responsabilizzando i giovani a livello globale.
Ilwad è inoltre presidente del gruppo di gestione dei casi di violenza di genere e della protezione dei minori a Mogadiscio; è una dei fondatori del Comitato consultivo per la ricerca delle norme sociali sulla violenza di genere in Somalia e nel Sudan del Sud, è componente della rete internazionale di professionisti per la registrazione di vittime civili, un'esperta della Rete di pace delle donne per la sicurezza inclusiva e una consulenza strategica del gruppo nell'area di responsabilità globale per la protezione dei minori. Dal 2013 è Ambasciatrice del One Young World in Somalia; ha completato la borsa di studio del presidente Barack Obama alla Casa Bianca per i giovani leader africani nel 2014 e nello stesso anno è stata nominata ambasciatrice della gioventù in Somalia per porre fine alla violenza sessuale nei conflitti.
In un rapporto esclusivo, a maggio 2016, il The Washington Post ha evidenziato il ruolo di Elman e del Centro Elman, nel riabilitare i ragazzi che erano stati liberati dal servire come bambini soldato per i signori della guerra o reclutati segretamente per servire come spie della nuova agenzia di intelligence della Somalia.
Ilwad ha informato il dibattito del Consiglio di sicurezza delle Nazioni Unite sulla protezione dei civili nel 2015; è stata la prima volta che una rappresentante della società civile è stata invitata a parlare su questo tema prima del Consiglio di sicurezza, nonché la prima volta che il dibattito tematico annuale si è concentrato sull'emancipazione e la partecipazione delle donne. In seguito Ilwad ha scritto l'Agenda per l'azione dei giovani nella lotta all'estremismo violento, citata nella storica risoluzione 2250 del Consiglio di sicurezza delle Nazioni Unite su gioventù, pace e sicurezza. Nell'agosto 2016, Ilwad è stata nominata dal Segretario generale delle Nazioni Unite Ban Ki-Moon come consigliere esperto in materia di gioventù, pace e sicurezza ed è stata incaricata di consigliare uno studio per lo sviluppo di una strategia sull'UNSCR 2250.
Per la sua attività svolta nell'Elman Peace Center è stata nominata al Premio Nobel per la pace nel 2019.

## Premi e riconoscimenti
- Premio internazionale attivista Gleitsman 2015 dell'Università di Harvard[17]
- Right the Wrongs Award 2016 di Oxfam America
- Giovane donna africana dell'anno 2016
- 100 giovani africani più influenti del 2017[18]
- BET Global Good Star 2017[19]
- Finalista dell'Aurora Prize for Awakening Humanity (insieme alla madre)[20]
- Nel 2014 è stata nominata membro Young African Leaders Initiative (YALI) dal Dipartimento di Stato degli Stati Uniti[6]
- Nel 2019 è stata nominata al Nobel per la pace per la sua attività con il centro Elman for Peace